# كرد سوريا
كرد سوريا هم أكبر أقلية عرقية في سوريا حيث يشكلون من 9% إلى 10% من سكان البلاد ومعظمهم من المسلمين السنة، وبعضهم من اليزيديين إضافة إلى عدد قليل من المسيحيين والعلويين الكرد. يتركز الأكراد في ثلاث مناطق رئيسية تقع على  الحدود التركية، حيث يقطنون في شمال شرق محافظة الحسكة وشمال شرق محافظة حلب (منطقة عين العرب) وشمال غربها (منطقة عفرين).
تعود أصول معظم الكرد في سوريا إلى تركيا، حيث شهدت سوريا هجرات كردية من تركيا خلال أحداث مختلفة في القرن العشرين. ومع ذلك، عاشت جاليات كردية صغيرة في بعض المدن الكبرى منذ قرون عديدة، وامتدت بعض الإمارات الكردية ضمن الأراضي السورية كإمارة كلس التي حكمت منطقة عفرين، وإمارة ملان في الجزيرة السورية، ولعبت شخصيات ذات أصول كردية أدوارًا بارزة في تاريخ سوريا كإبراهيم هنانو وخالد بكداش ومحمد كرد علي وحسني الزعيم وفوزي سلو وأديب الشيشكلي ومحمد سعيد رمضان البوطي.

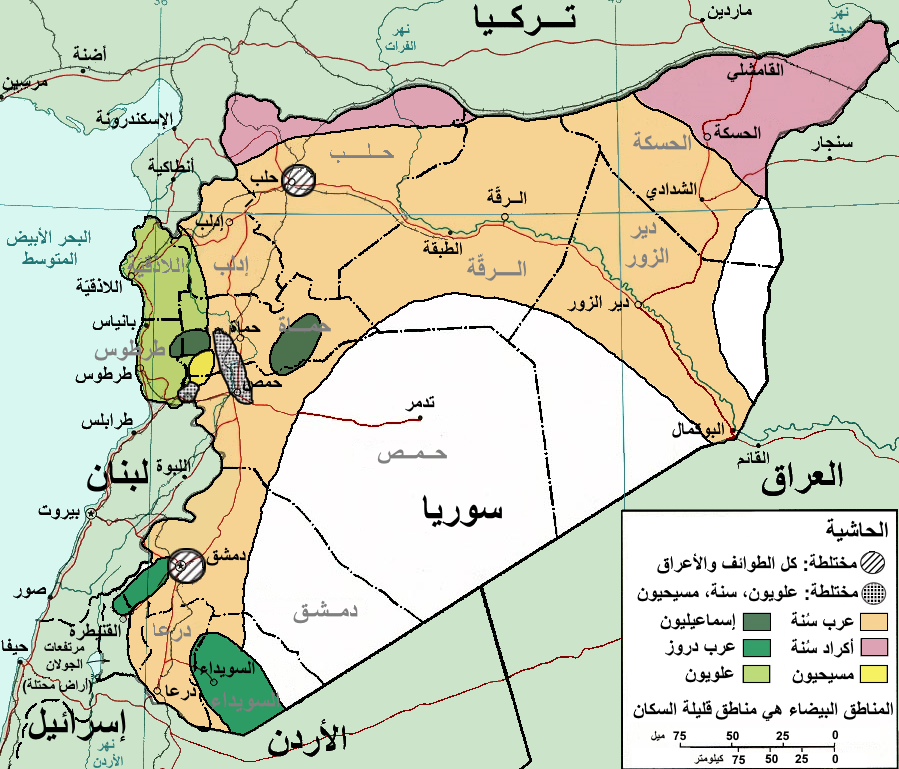
التوزع الجغرافي للجماعات العرقية والدينية في سوريا.

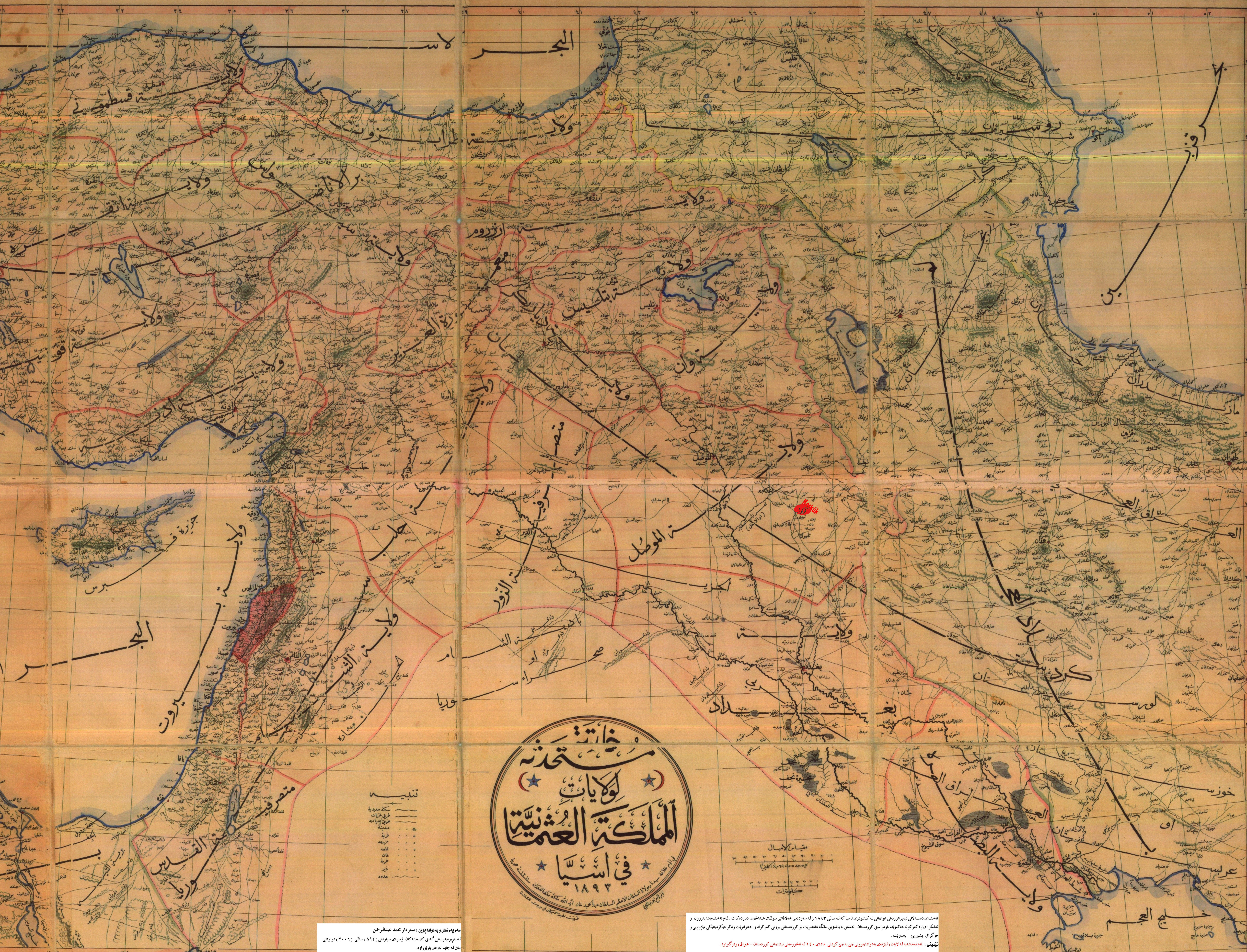
خريطة من عهد عبد الحميد الثاني، تُظهر أراضي الدولة العثمانية في الشرق الأوسط، في وسط الخريطة يوجد اسم «کردستان»، وهي تسمية تشير إلى مناطق تمركز الكرد.

## أماكن الانتشار
يعيش الأكراد السوريون بشكل رئيسي في ثلاث مناطق في شمال سوريا متاخمة لتركيا. بالإضافة إلى ذلك، يوجد العديد من الأكراد في المدن الكبرى والمناطق الحضرية داخل سوريا، مثل حي ركن الدين في دمشق، المعروف سابقًا باسم "حي الأكراد"، وكذلك حيي الأشرفية والشيخ مقصود في حلب.
يُعد الأكراد أكبر أقلية عرقية في سوريا، حيث يشكلون نسبة تتراوح بين 5 و10 بالمئة من سكان البلاد. ومع ذلك، فإن هذه التقديرات تتأثر بعوامل عدة، منها الحرب الأهلية السورية والنفاذية الحدودية بين سوريا وتركيا. مقارنةً بالسكان الأكراد في تركيا، إيران، والعراق، فإن عدد الأكراد في سوريا يُعد صغيرًا نسبيًا. يتحدث غالبية الأكراد السوريين لهجة الكرمانجية، وهي لهجة كردية شائعة في تركيا وشمال شرق العراق وإيران.
في بداية القرن العشرين، قدر عدد الأكراد في دمشق بحوالي 12,000، بينما عاش عدد غير معروف منهم في منطقة جبل الأكراد، وبلغ عدد الأكراد في جرابلس نحو 16,000. في محافظة الجزيرة، كان وجود الأكراد ضئيلا جدا، وكانوا يأتون مع أغنامهم شتاء للرعي ضمن مناطق نفوذ قبائل شمر الواقعة جنوب ماردين. ومع مد السكك الحديدية إلى نصيبين في عام 1918، زادت هجرة الأكراد إلى المناطق السورية الجنوبية، وخاصة في سفوح التلال والسهول على طول الأنهار.

## التاريخ

### الفترة الأيوبية
في القرن الثاني عشر، رافقت مجموعات كردية صغيرة ومسلمة أخرى صلاح الدين الأيوبي إلى الشام لتأسيس السلالة الأيوبية (1171-1341) التي كانت تدار من دمشق. أقامت الأفواج الكردية منطقة منفصلة خارج أسوار دمشق  تطورت مع السنين لتشكل حي ركن الدين (حي الأكراد) الواقع في شمال شرقي دمشق عند سفح جبل قاسيون.

### الفترة العثمانية
استمر دور كرد سوريا في الجيش تحت حكم العثمانيين حيث كُلف العسكر ورجال الأمن الأكراد من المدن بالحفاظ على النظام وحماية طريق الحجاج نحو مكة. انضم العديد من الكرد من المناطق الريفية النائية في سوريا إلى الفيلق الإنكشاري المحلي في دمشق. كما انضم أكراد من مناطق مختلفة مثل ديار بكر والموصل وكركوك إلى هذه الوحدات مما تسبب بتوسع المجتمع الكردي في الشام.

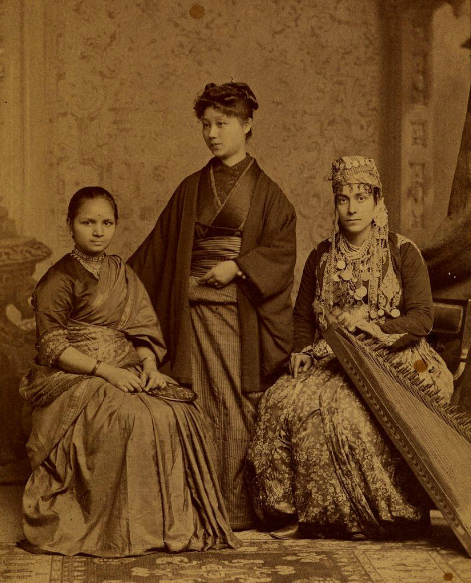
أوائل الطبيبات السيدات المرخصات في سوريا واليابان والهند، سبات اسلامبولي على اليمين (سيدة كردية سورية) – 10 أكتوبر 1885

حكمت سلالة جانبولاد الكردية منطقة حلب تحت حكم العثمانيين من عام 1591 إلى 1607. في بداية القرن السابع عشر، استقرت القبائل الكردية بالقرب من جرابلس وسروج. في منتصف القرن الثامن عشر، اعترف العثمانيون بزعماء قبيلة ميلان الكردية من خلال منحهم لقب iskan başı أو رئيس التوطين في منطقة الرقة حيث مُنحوا سلطة الضرائب والنفوذ على القبائل الأخرى في المنطقة. في عام 1758، دخل زعيم الملي وإسكان باشي محمود بن كلش وادي الخابور وأخضعوا القبائل المحلية لسيطرة اتحاد الملي وحاولوا إقامة إمارة مستقلة. في عام 1800، عينت الحكومة العثمانية رئيس ملي تيمور كحاكم للرقة (1800-1803).
سجل الكاتب الدنماركي كارستن نيبور الذي سافر إلى الجزيرة عام 1764، خمس قبائل كردية وست قبائل عربية.
في منتصف القرن التاسع عشر، امتدت إمارة بوتان الكردية التي قامت في جزيرة ابن عمر بقيادة الأمير بدر خان بك على أجزاء من شمال شرق سوريا الحالي.
في شمال غرب البلاد أصبح الكرد رؤساء محليين ومزارعي الضرائب في عكار (لبنان) ومرتفعات القصير بين أنطاكية واللاذقية. كانت هضبة عفرين شمال غرب حلب تُعرف رسميًا باسم «سنجق الأكراد» في الوثائق العثمانية. ثار قبيلة الميلي ضد الحكومة العثمانية بعد وفاة زعيمهم إبراهيم باشا واستقر بعضهم على الجانب السوري من الحدود التركية السورية المرسومة حديثًا.

### معاهدة سيفر وترسيم الحدود

خريطة معاهدة سيفر تظهر دولة كردستان المقترحة (المنطقة المخططة) كليا ضمن تركيا ولا تصل إلى سورية

بعد الحرب العالمية الأولى، وقعت قوات الحلفاء المنتصرة والدولة العثمانية المهزومة معاهدة سيفر في 10 أغسطس 1920. ضمن تقسيم أراضي الإمبراطورية العثمانية، نصت المعاهدة على إقامة دولة للكرد (كردستان) تقع إلى الشمال من سورية، لكن انتصار الفكر الكمالي في تركيا والمكاسب الإقليمية اللاحقة خلال حرب الاستقلال التركية أدت إلى إعادة التفاوض والخروج باتفاقية جديدة هي معاهدة لوزان في 24 يوليو 1923، والتي لم تذكر دولة كردية مستقبلية. وبذلك قسمت مناطق الكرد العثمانية بين تركيا ومناطق الانتداب البريطاني على العراق.

### الهجرات الكردية إلى سوريا
شهدت عشرينيات القرن العشرين هجرة كبيرة للأكراد إلى محافظة الجزيرة السورية، عقب فشل التمردات الكردية في تركيا مثل ثورة الشيخ سعيد. خلال هذه الفترة، يُقدر أن حوالي 25,000 كردي فروا إلى سوريا. وفقًا للتقارير الفرنسية الرسمية، كان هناك 45 قرية كردية في الجزيرة قبل عام 1927. لاحقًا، تواصلت الهجرة الكردية إلى سوريا واستمرت السلطات الفرنسية في استقبال اللاجئين الأكراد، وبحلول عام 1939 ارتفع عدد القرى الكردية إلى ما بين 700 و800. وبحسب الجغرافيين الفرنسيين فيفريت وجيبرت، كان عدد سكان الجزيرة في عام 1953 حوالي 146,000 نسمة، منهم 60,000 كردي يعملون بالزراعة (41٪)، و50,000 عربي من البدو الرحل (34٪)، بينما كان الربع المتبقي من السكان مسيحيين.
على الرغم من أن بعض المجتمعات الكردية لها تاريخ طويل في سوريا، إلا أن معظم الأكراد السوريين ينحدرون من تركيا، حيث هاجروا خلال القرن العشرين هربًا من القمع القاسي للأكراد في ذلك البلد. وانضم إلى الأكراد في سوريا لاحقًا مجموعة كبيرة جديدة انجرفت خارج تركيا طوال فترة ما بين الحربين العالميتين حيث كانت الحملة التركية لاستيعاب سكانها الأكراد في أوجها. وقد استخدمت الحكومة حقيقة فرار بعض الأكراد إلى سوريا خلال عشرينيات القرن العشرين للزعم بأن الأكراد ليسوا من السكان الأصليين للبلاد وتبرير سياساتها التمييزية ضدهم.

## مناطق تواجد الكرد في سوريا
يقدر عدد الكرد في سوريا بحوالي مليونين.
| م | المدينة   | السكان  | الوضع                                                                |
| - | --------- | ------- | -------------------------------------------------------------------- |
| 1 | عين العرب | 44,821  | مدينة ذات غالبية كردية                                               |
| 2 | عفرين     | 36,562  | مدينة مختلطة                                                         |
| 3 | راس العين | 29,661  | المدينة مختلطة عربية كردية سريانية بينما قرى الحسكة ذات غالبية عربية |
| 4 | القامشلي  | 88,231  | المدينة ذات غالبية كردية بينما قرى القامشلي غالبية عربية             |
| 5 | الحسكة    | 88,987  | المدينة مختلطة عربية كردية سريانية بينما قرى الحسكة ذات غالبية عربية |
|   | الإجمالي  | 288,262 |                                                                      |

## أماكن وجود الكرد في سورية
نشر موقع اقتصاد نتائج مسح ميداني للتركيبة السكانية عام 2013 لمحافظة الحسكة، وفيما يلي نتائجها.
| القرى العربية                    | 1161 قرية |
| القرى الكردية                    | 453 قرية  |
| القرى السريانية                  | 50 قرية   |
| القرى المختلطة العربية الكردية   | 48 قرية   |
| القرى المختلطة العربية السريانية | 3 قرية    |
| القرى المختلطة السريانية الكردية | 2 قرية    |
| المجموع الكلي                    | 1717 قرية |

 توزع القرى في منطقة المالكية

تتبع للمالكية إدارياً ناحيتان مهمتان هما ناحية اليعربية وناحية الجوادية، يبلغ عدد القرى التابعة لمنطقة المالكية (ديريك) 294 قرية موزعة كالآتي:
- 115 قرية كردية في منطقة المالكية نسبتها 39.11%
- 148 قرية عربية في منطقة المالكية نسبتها 50.34%
- 16 قرية سريانية آشورية نسبتها 5.44%
- 14 قرية مختلطة بين المكونات (عربي +كرد) نسبتها 4.76%
- 1 قرية مختلطة بين المكونات (سرياني +كرد) نسبتها 0.34%

 توزع القرى في منطقة القامشلي 
تتبع للقامشلي إدارياً عدة بلدات ونواحي مهمة هي: ناحية عامودا وناحية القحطانية (قبور البيض) وناحية تل حميس وبلدة جزعة، كما يتبعها عدد كبير من القرى تبلغ 549 قرية ويتوزع فيها السكان كالآتي:
- 185 قرية كردية في منطقة القامشلي ونسبتها 33.70%
- 345 قرية عربية في منطقة القامشلي ونسبتها 62.28%
- 6 قرى سريانية آشورية في منطقة القامشلي ونسبتها 1.1%
- 9 قرى مختلطة بين المكونات (عرب +كرد) نسبتها 1.64%
- 3 قرية مختلطة بين المكونات (عرب + سريان) نسبتها 0.55%
- 1 قرية مختلطة بين المكونات (سريان +كرد) نسبتها 0.18%

 توزع القرى في منطقة رأس العين 
يتبع لمدينة رأس العين إدارياً ناحية مهمة هي ناحية الدرباسية، كما يتبعها عدد كبير من القرى تبلغ 279 قرية ويتوزع فيها السكان كالآتي:
- 96 قرية كردية في منطقة رأس العين ونسبتها 34.41%
- 167 قرية عربية في منطقة رأس العين ونسبتها 59.85%
- 16 قرية مختلطة بين المكونات (عرب + كرد) نسبتها 5.37%

توزع القرى في منطقة الحسكة
مدينة الحسكة هي مركز المحافظة. تقسم منطقة الحسكة إدارياً إلى ناحية مركز الحسكة وست نواح أخرى هي بئر الحلو الوردية وتل تمر والشدادي والعريشة ومركدة والهول. تضم المنطقة 595 قرية يتوزع فيها السكان كالآتي:
- 57 قرية كردية في منطقة الحسكة ونسبتها 9.58%
- 501 قرية عربية في منطقة الحسكة ونسبتها 84%
- 28 قرية آشورية في منطقة الحسكة ونسبتها 4.7%
- 9 قرى مختلطة بين المكونات (عرب + كرد) نسبتها 1.51%

## أحداث القامشلي 2004
بعد حادث في ملعب كرة القدم في القامشلي، قتل 5 أشخاص وجرح أكثر من 160 خلال أيام من الاحتجاجات بدأت في 12 مارس. وأشارت مصادر كردية إلى أن قوات الأمن السورية استخدمت الذخيرة الحية ضد المدنيين الكرد بعد اشتباكات اندلعت خلال مباراة كرة القدم بين المشجعين الأكراد للفريق المحلي والمشجعين العرب لفريق زائر من مدينة دير الزور. وذكرت الصحافة الدولية أن تسعة أشخاص قتلوا يوم 12 مارس. ووفقا لمنظمة العفو الدولية اعتقل مئات الأشخاص، معظمهم من الكرد، بعد أعمال الشغب. وقد تعرض المعتقلون الكرد للتعذيب وسوء المعاملة، وتم طرد بعض الطلبة الكرد من جامعاتهم، بسبب مشاركتهم في احتجاجات سلمية.[بحاجة لمصدر]

## الاحتجاجات السورية 2011
في أعقاب الثورة التونسية والثورة المصرية، أعلن 4 شباط/فبراير 2011 «يوما الغضب» في سوريا من قبل نشطاء من خلال الفيسبوك. وقد شارك الكرد في تلك الاحتجاجات منذ بدايتها ولكن بشكل ضئيل جدا.[بحاجة لمصدر] في 7 تشرين الأول 2011، اغتيل المعارض الكردي مشعل تمو من قبل رجال ملثمين يعتقد على نطاق واسع أنهم كانوا من النظام البعثي السوري وفقاً لما ذكره ابنه مارسيل في برنامج تلفزيوني اسمه «مشعل الحرية» عرض على قناة العربية.
خلال موكب جنازة تمو في اليوم التالي في مدينة القامشلي، فتحت قوات الأمن السورية النار على حشد من أكثر من 10000 من المشيعين مما أدى إلى مقتل خمسة أشخاص.

## حقوق الإنسان للكرد في سورية
وفقا لمنظمة هيومان رايتس واتش، فإنه لا يمكن استخدام اللغة الكردية في المدارس في سوريا، ولا يسمح لهم بتعلم لغتهم في المدارس أو إنشاء مدارس للغة الكردية، ويحظر نشر الكتب وغيرها من المواد المكتوبة كالصحف أو المجلات باللغة الكردية.

## المواطنة
نتيجة لهجرة عشرات آلاف الكرد من تركيا إلى سوريا على مدى العقود الماضية وتغير التركيبة السكانية في محافظة الحسكة، أجرت السلطات السورية عام 1962 إحصاء سكانيا في محافظة الحسكة فقط، بناء على المرسوم التشريعي رقم 93 لعام 1962. نتيجة للاحصاء تم تجريد حوالي 120 ألف كردي سوري من الجنسية السورية وفقدوا بالتالي حقوق ملكية ممتلكاتهم أصبحوا نتيجة لهذا الاحصاء بلا جنسية. والحكومة السورية اعتبرت هؤلاء من الأجانب السوريين، ومنحتهم وثائق خاصة بهم أطلق عليها لاحقاً (وثيقة الأجنبي السوري). وفقا للحكومة السورية حينها، كان سبب هذا التشريع هو تسلل مجموعات من كرد تركيا إلى محافظة الحسكة في عام 1945. حيث زعمت أن الكرد أتوا من البلدان المجاورة، وخاصة تركيا، وعبروا الحدود إلى الأراضي السورية بصورة غير شرعية، وأن هؤلاء الكرد استقروا تدريجيا، في مدن مثل عامودا والقامشلي حتى أصبحوا الأكثرية في بعض احياء هذه المدن. وزعمت الحكومة أيضا أن الكثير من الكرد استطاعوا أن يسجلوا أنفسهم في سجلات رسمية بشكل غير قانوني، وتكهنت الحكومة أيضا أن الكرد أتوا إلى سوريا لكي يستقروا ويحوزوا على الممتلكات العربية السورية.
نتيجة لمكافحة الحكومة السورية من زيادة في الهجرة غير الشرعية، قررت الحكومة السورية إجراء تعداد عام في 5 أكتوبر عام 1962 في محافظة الحسكة، وقد شمل الإحصاء 100000 كردي سوري، وقد تم تجريد 15000 كردي من الجنسية السورية.
ووفقا لمنظمة هيومان رايتس واتش فقد إن الكرد المجردون من الجنسية هم محرومون من الحقوق المدنية حيث أنه لا يحق لهم التملك أو السفر أو التوظيف الرسمي وغير ذلك من الحقوق المدنية.

## مرسوم التجنيس
بعد الانتفاضة عام 2011 أصدر الرئيس بشار الأسد بتاريخ 7 نيسان 2011 المرسوم الرئاسي رقم 49 لعام 2011 والقاضي بمنح الجنسية السورية للمسجلين كأجانب في سجلات الحسكة.
وتمت تسوية أوضاع عشرات الآلاف من الكرد السوريين خلال أيام وذلك قبل المهلة المحددة للجنة المكلفة بدراسة إحصاء العام 1962، وذلك بتقدم غير المجنسين إلى لجنة محافظتهم بطلبات التجنيس خلال مهلة لا تتعدى الستين يوماً، كما تنص التسوية على تقديم الاعتراضات للقضاء لمن لم يرد اسمه في لوائح غير المجنسين، وحسب مصادر محلية فقد تجاوز عدد من سيمنحون الجنسية المئة ألف شخص.

## طالع أيضًا
- قوات حماية الشعب
- حزب العمال الكردستاني
- البشمركة
- أحداث القامشلي 2004
- الإدارة الذاتية لشمال وشرق سوريا